# Coprinopsis argentea
Coprinopsis argentea är en svampart som först beskrevs av Peter D. Orton, och fick sitt nu gällande namn av Redhead, Vilgalys & Moncalvo 2001. Coprinopsis argentea ingår i släktet Coprinopsis och familjen Psathyrellaceae.   Inga underarter finns listade i Catalogue of Life.